# Церква Покрови Богородиці (Млини)
Церква Покрова Прсв. Богородиці у с. Млини Підкарпатського воєводства. Імовірно, була збудована на межі XVII—XVIII ст. Датується 1733 по напису на порталі дверей, що може бути і датою ремонту церкви. Інший дверний портал з цією датою є переставлений. Згідно легенди церкву перетягнули волами з старого місця на нове.
Дводільна церква покрита двосхилими дахами, має понад прямокутною навою восьмикутний зруб вежі, завершений наметовим дахом. Сьогодні дахи криті бляшаними листами. З двох сторін нави прибудовані нижчі об'єми апсиди і притвор, від півдня прибудовано захристя. З двох сторін нави простягаються низькі підашшя під спадистими дахами.
Стіни вкриті фігурально-орнаментальними розписами ХІХ-ХХ ст. Іконостас походить з XVII—XVIII ст. дата над царськими вратами 1740 р., бічні вівтарі XVIII ст. У дверях збереглись ковані замки XVIII ст. Поряд стоїть дзвіниця XVII ст. під наметовим дахом. Парохом церкви був Михайло Вербицький (1852—1870) — автор національного гімну України «Ще не вмерла України…». На церковному цвинтарі встановлено кам'яний надгробок у формі ліри. Було збудовано каплицю (2004), відкриту 12 квітня 2005 за участі Віктора Ющенка. Храм був ґрунтовно реконструйований у 2005/06 роках. Церква лежить на так званому Шляху Дерев'яної Архітектури.
Після виселення українців храм був переосвячений на костел Матері Божої Втіхи.